# Stary Oskol (U-Boot)
Stary Oskol (russisch Старый Оскол) ist der Name eines russischen, dieselbetriebenen U-Boots des Projekts 636.3 „Warschawjanka“. Es wurde im August 2012 kielgelegt, lief im August 2014 vom Stapel und wurde in der Barentssee und in der Nordsee getestet. Im Juni 2016 trat das U-Boot eine längere Überwasserfahrt unter Begleitung des russischen Schleppers „Altaj“ zu seinem Einsatzgebiet im Schwarzen Meer als Teil der Schwarzmeerflotte an. Dabei wurde es im Ärmelkanal auch von der Royal Navy beobachtet.